# Bouchra Hraich
Bouchra Hraich (également orthographiée « Hraich » ; née le 27 juillet 1972 à Salé) est une actrice et comédienne marocaine,.

## Biographie
Bouchra Hraich est née à Salé. Après avoir obtenu son baccalauréat, elle s'inscrit à l'Institut supérieur d'art dramatique et d'animation culturelle de Rabat, où elle passe quatre ans à étudier le théâtre.[source insuffisante]

## Filmographie partielle

### Cinéma

#### Longs métrages
- 2004 : Tarfaya[4]
- 2008 : Ex-Chemkar[5]
- 2010 : La Mosquée
- 2011 : Larbi ou le destin d'un grand footballeur[6]
- 2015 : La Isla de Perejil[7],[8]
- 2018 : Corsa[9]

#### Court métrage
- 2003 : Balcon Atlantico

## Sources
1. ↑  Propos recueillis par Alain Bouithy, « Entretien avec l’actrice Bouchra Ahrich : « Il n’est pas évident de présenter la vraie image de la femme marocaine au quotidien » », sur Libération (consulté le 29 novembre 2021).
2. ↑  « Bouchra Ahrich, une actrice aux multiples facettes », sur 2M (consulté le 29 novembre 2021).
3. ↑  Propos recueillis par Mehdi Ouassat, « Bouchra Ahrich : « Je prends très au sérieux le rôle de femme modeste » », sur Libération (consulté le 29 novembre 2021).
4. ↑  (it) Catalogo Infinity Festival 2005, Effata Editrice IT, 2005 (ISBN 978-88-7402-297-7, lire en ligne)
5. ↑  « filmnat11 », sur www.ccm.ma (consulté le 29 novembre 2021).
6. ↑  « :: CENTRE CINEMATOGRAPHIQUE MAROCAIN :: », sur www.ccm.ma (consulté le 29 novembre 2021)
7. ↑  « Festival National du Film », sur www.ccm.ma (consulté le 29 novembre 2021)
8. ↑  « Bouchra Hraich et Abdellah Ferkous: «La Isla» est une parodie» », sur Aujourd'hui le Maroc (consulté le 29 novembre 2021).
9. ↑  « Bouchra Ahrich accouche à bord d’un véhicule… funéraire ! », sur Aujourd'hui le Maroc (consulté le 29 novembre 2021).